# Pomerape
El Pomerape és un estratovolcà situat a la frontera entre Xile i Bolívia, a la regió d'Arica i Parinacota de Xile i al Departament d'Oruro de Bolívia. Forma part del complex volcànic de Payachata, juntament amb el volcà Parinacota, situat més al sud. El nom "Payachata" significa "bessons" i fa referència al seu aspecte. El cim s'eleva fins als 6.282 msnm i té glaceres fins als 5.300-5.800 metres, i fins i tot per sota al vessant nord.
És un complex de doms de lava, acompanyats de colades de lava que es van col·locar al damunt els doms. Fa 200.000 anys estava actiu. Primer es van formar uns doms de lava que posteriorment van ser coberts pel con volcànic. El con principal va estar actiu per darrera vegada fa 106.000 +- 7.000 anys.
L'ascens al volcà es fa per la cara est.